# Орден Індійської імперії
Видатний орден Індійської імперії (англ. The Most Eminent Order of the Indian Empire) — британський лицарський орден, започаткований королевою Вікторією у 1878 році. Останнє нагородження відбулось у 1947 році, коли Індія стала незалежною від Великої Британії. Останній кавалер ордену помер у серпні 2010 році.
Орден має три ступені:
1. Лицар-великий командор (англ. Knight Grand Commander — GCIE)
2. Лицар-командор (англ. Knight Commander — KCIE)
3. Компаньйон (англ. Companion — CIE)

Девіз ордену — Imperatricis auspiciis (укр. під покровительством імператриці), мається на увазі королева Вікторія, перша імператриця Індії. Орден є наймолодшим з британських орденів, пов'язаних з британським правлінням в Індії; старшим є орден Зірки Індії.

## Історія

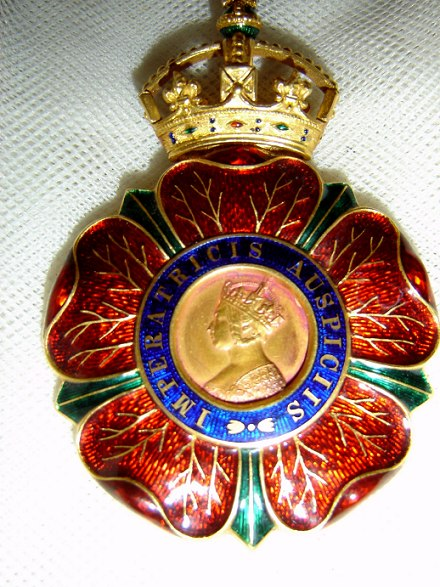
Орденський знак Мокшагундама Вісвесвараї

Орден було започатковано у 1878 році для нагородження чиновників індійської служби як місцевих, так і британських. Первинно орден мав тільки один ступінь (компаньйон), два інших ступені були додані з 1887 року. Орден Індійської імперії замислювався як менш привілейована версія ордену Зірки Індії, заснованого у 1861 році, та відповідно до цього, мав набагато більше кавалерів, ніж останній.
Нагородження орденом припинились після 14 серпня 1947 року. Формально орден не було скасовано, і чинним сувереном ордену є англійська королева Єлизавета II, яка вступила на престол за кілька років після того, як вручення ордену припинилось. Останній кавалер ордену (лица-командор) — магараджа Дхангадхри — помер у серпні 2010 року у віці 87 років.

## Склад
Британський монарх був і є сувереном ордена. Наступним за старшинством був Великий магістр, пост якого за посадою займав віце-король Індії. Кавалери першого ступеня називались «лицарями-великими командорами» (англ. Knights Grand Commanders), а не «Лицарями Великого хреста», як в інших британських орденах, (наприклад, в ордені Британської імперії) щоб не образити кавалерів, що не є християнами.
Звичайно, нагородженими ставали віце-королі у відставці та інші колишні чиновники високого рангу, а також правителі індійських князівств. Як правило, правителі найважливіших князівств ставали магістрами ордена Зірки Індії, а не ордену Індійської імперії. Жінки, за винятком правительок князівств, не могли входити до ордену. Правительки, у порушення звичайної для інших орденів традиції, йменувались «лицарями» (Knight), а не «дамами» чи «леді» (Dame, Lady).

## Атрибути ордена
Урочисті одежі кавалерів ордену, що надягаються для участі у важливих церемоніях, включали:
- мантію, яка надягалась тільки великими командорами, з темно-синього атласу з підкладкою білого шовку. На лівому боці носилась зірка.
- орденський ланцюг, також надягався тільки великими командорами, з золота. Ланки ланцюгу були виконані у вигляді слонів, індійських троянд і пав.

Одежі для менш важливих випадків включали:
- десятипроменеву зірку, що носилась як знак першого й другого ступенів, золоту зі сріблом для великих командорів і чисто срібну для командорів. В центрі зірки розміщувалось зображення Вікторії, оточене темно-синім кільцем з девізом, увінчаним короною.
- орденський знак, що носився магістрами на темно-синій стрічці через плече, а командорами і кавалерами — на темно-синій стрічці на шиї. Знак являв собою червону квітку з п'ятьма пелюстками, увінчану короною, із зображенням Вікторії в центрі, оточеним темно-синім кільцем.

У малюнку знаків й одеж більшості інших британських орденів так чи інакше присутній хрест, однак орден Індійської імперії, призначений для нехристиянської країни, є винятком.

## Привілеї
Кавалерам ордену усіх трьох ступенів було відведено свої місця у протокольному британському порядку старшинства, як і їхнім дружинам. Діти й невістки великих командорів і командорів також включались до списку старшинства.
Командори й великі командори отримували титул «сер», а їхні дружини «леді». Ці слова не використовувались перами та індійськими магараджами, окрім випадків найповнішого переліку всіх титулів.
Великим командорам надавалось право включати у свій герб щитотримачів, а також оточити щит зображенням кільця з девізом ордена та орденського ланцюга. Командори й кавалери мали право використовувати тільки кільце. Орденський знак зображується таким, що висить на стрічці чи ланцюгу.

## Деякі кавалери
Два перших короля Бутану, Угьєн Вангчук і Джигме Вангчук були командорами ордену (надано у 1905 та 1931 роках відповідно).